# Øster Højst
Øster Højst es un área urbana del municipio de Tønder, situado en la región de Dinamarca del Sur (Dinamarca). Tiene una población estimada, a inicios de 2024, de 492 habitantes.